# Michael Dowling
Michael Dowling (* 1958 in Port Jefferson, New York) ist ein amerikanischer Wirtschaftswissenschaftler. Er ist Professor für Innovations- und Technologiemanagement an der Universität Regensburg.

## Werdegang
Dowling studierte an der University of Texas in Austin (Bachelor of Arts with High Honors), Harvard University (Master of Science) und University of Texas at Austin (Doctor of Philosophy in Business Administration). Als Austauschstudent studierte er auch zwei Jahre an der Ludwig-Maximilians Universität München. Weiterhin arbeitete er als Research Scholar bei dem Internationalen Institut für Angewandte Systemanalyse (IIASA) in Laxenburg, Österreich, und als Research Analyst bei McKinsey & Company in Düsseldorf.
Nach der Promotion war Dowling von 1988 bis 1994 als Assistant Professor an der University of Georgia, USA, tätig und wurde dort 1995 zum Associate Professor mit Tenure befördert. Im Sommersemester 1990 war er Gastforscher am Institut für Organisation an der LM Universität München bei Eberhard Witte und im Sommersemester 1994 an der Universität Erlangen-Nürnberg am Lehrstuhl für Unternehmensführung bei Steinmann. 1995 erhielt er Rufe an die Universität Paderborn, an die Universität Bayreuth sowie auf den Stiftungslehrstuhl für Innovations- und Technologiemanagement an der Universität Regensburg. Den Ruf an die Universität Regensburg nahm er an und wurde mit Wirkung vom 1. Juli 96 ernannt. 1999 erhielt er einen Ruf an die Universität zu Köln. 2004 erhielt er Rufe an die Handelshochschule Leipzig und an die University of Lausanne in der Schweiz.
Seine Forschungsgebiete sind: Strategisches Management, Innovations- und Technologiemanagement, Entrepreneurship und Internationales Management. Er hat Forschungsartikel in folgenden Fachzeitschriften veröffentlicht: Die Betriebswirtschaft, Strategic Management Journal, Management Science, California Management Review, Journal of Management Inquiry, Journal of Industrial and Corporate Change, Research Policy, Business Horizons, Columbia Journal of World Business, Journal of High Technology Management Research, Telematics and Informatics und Telecommunications Policy.
Er hat verschiedene Stipendien und Auszeichnungen erhalten: Preis für gute Lehre des Freistaates Bayern, Phi Beta Kappa, Rotary International, ein Fulbright-Stipendium und ein SEL Stiftungsstipendium.
Seit 1. Januar 2014 ist Michael Dowling Vorstandsvorsitzender des Münchner Kreises. Zudem ist er seit Oktober 2015 ordentliches Mitglied der deutschen Akademie der Technikwissenschaften.

## Ehrungen
| Jahr | Auszeichnung                                                                  |
| ---- | ----------------------------------------------------------------------------- |
| 2009 | Handelsblatt Ranking of the Top 200 Business Professors in – Lifetime Rank 62 |
| 1998 | State of Bavaria Teaching Award                                               |
| 1990 | EL Foundation Fellowship, Munich, Germany                                     |
| 1980 | German American Club and Fulbright Scholarships to the University of Munich   |
| 1980 | Phi Beta Kappa                                                                |
| 1978 | Rotary International Foundation Fellowship to the University of Munich        |